# نیروگاه برق آبی موفرسن
نیروگاه برق آبی موفرسن (به سوئدی: Moforsens kraftverk) یک نیروگاه برقابی در سوئد است که در municipality Sollefteå Municipality واقع شده‌است.